# تیوآنیمونیات سدیم
تیوآنیمونیات سدیم (به انگلیسی: Sodium thioantimoniate) با فرمول شیمیایی Na۳SbS۴·9H۲O یک ترکیب شیمیایی است. شکل ظاهری این ترکیب، بلورهای زرد است.